# 有川正治
有川 正治（ありかわ まさはる、1930年10月13日 - ）は、日本の俳優。京都市出身。東映京都撮影所所属。本名同じ。

## 来歴・人物
京都府京都市北区紫竹生まれ。出生前に父親が死去し、養家の「有川」姓を名乗る。1949年、京都府立機械工業学校を卒業。1951年に立命館大学経済学部を中退した後は養父経営の牧場で働いていたが、俳優志望だった甥のマネージャーになるつもりで29歳の時に東映京都撮影所へ入社。甥は外交官を目指して先に俳優を辞めたものの、有川は入社3年目頃から台詞つきの役を与えられるようになり、以降、大柄な体格と強面の風貌を活かして悪役を中心に東映京都制作の時代劇映画や任侠映画、テレビ時代劇などで50年近くに渡って活躍した。
私生活では1970年に結婚、二男あり。兄は柔道漫画『イガグリくん』で知られる漫画家・有川旭一。

## エピソード
テレビドラマでの初レギュラー作品は1965年の結束信二脚本・河野寿一監督の演出による栗塚旭主演、東映京都テレビプロダクション製作の『新選組血風録』で、新選組二番隊組長・永倉新八を演じ、翌年の同じスタッフと共演者による『われら九人の戦鬼』でもレギュラーを務めた。
その後、『新選組血風録』とほぼ同じメインキャストが顔を揃えた1970年の『燃えよ剣』でも河野監督から再び永倉新八役での出演を要請されたが、東映を代表する映画プロデューサー・俊藤浩滋に「電気紙芝居（テレビ）はつまらなかったらスイッチを切られてしまうが、映画はお前の顔が一週間も二週間もスクリーンに映って、それをお客さんがお金を出して見に来てくれるのだから」と、テレビ出演よりもこの時に撮影が重なっていた映画出演の方を優先するように言われてしまう（有川はテレビより映画出演を優先する本社契約だった）。
演技課のスタッフに河野監督への謝罪の伝言を頼んだところ断られ、困った有川は同じ東映京都の俳優仲間で親友の西田良を連れて河野監督の元へ謝りに行き、「西田を何かで使って下さい」と頼んだ。河野監督は「有川は本編（映画）の方の出演が主なので仕方がない」と怒ることなく納得した。
その後、西田良は『燃えよ剣』でレギュラーの新選組十番隊組長・原田左之助役に起用され、半年間演じた。それをきっかけに原田左之助に惚れ込み、以降、原田を主人公に、自ら脚本を書いて自ら演じる一人芝居の舞台に取り組むなど、この時の『燃えよ剣』の原田役が西田の代表作となった。

## 出演

### 映画
※年のみは製作が東映
- 人形佐七捕物帖シリーズ（1960 - 1961年）
- 忍術真田城（1960年、第二東映） - 明石守重
- 若殿千両肌（1961年） - 大八
- 忍術大阪城（1961年） - 明石守重
- 赤穂浪士（1961年） - 吉良家の家来・須藤与市右衛門
- 怪人まだら頭巾（1961年、ニュー東映） - 水野三十郎
- 柳生一番勝負 無頼の谷（1961年） - 武芸者風の侍
- きさらぎ無双剣（1962年） - 小岩井
- 男度胸のあやめ笠（1962年） - 磯吉
- 右門捕物帖シリーズ
  - 右門捕物帖 紅蜥蜴（1962年）
  - 右門捕物帖 蛇の目傘の女（1963年） - 牢役人
- 柳生武芸帳シリーズ
  - 柳生武芸帳 独眼一刀流（1962年） - 小瀬源内
  - 柳生武芸帳 片目の十兵衛（1963年）
  - 柳生武芸帳 片目の忍者（1963年）
- 酔いどれ無双剣（1962年） - 黒田彦七
- 次郎長と小天狗 殴り込み甲州路（1962年） - 両貝万十郎
- 鉄火若衆（1962年） - 旗本
- ひばりの花笠道中（1962年） - 浪人
- 宮本武蔵シリーズ
  - 宮本武蔵 般若坂の決斗（1962年） - 吉岡の門弟
  - 宮本武蔵 二刀流開眼（1963年） - 門弟
  - 宮本武蔵 一乗寺の決斗（1964年）
  - 宮本武蔵 巌流島の決斗（1965年） - 岡谷五郎次
- 勢揃い東海道（1963年） - 法印大五郎
- 忍者秘帖 梟の城（1963年）
- 中仙道のつむじ風（1963年） - 大鳥丹波
- 狐雁一刀流（1963年） - 山内明弘
- 真田風雲録（1963年） - 鉄砲隊長
- 雲切獄門帳（1963年） - 権次
- 素浪人捕物帖 闇夜に消えた女（1963年） - 万作
- 俺は侍だ 命を賭ける三人（1963年） - 旗本
- めくら狼（1963年） - 猫平
- 銭形平次捕物控（1963年） - 六助
- 次郎長三国志（1963年） - 辰平
- 十三人の刺客（1963年） - 出口源四郎
- 風の武士（1964年）
- 三匹の浪人（1964年）
- 第三の忍者（1964年）
- 隠密剣士（1964年）
- 続隠密剣士（1964年） - 蛇目与藤次
- 車夫遊侠伝 喧嘩辰（1964年）
- 鮫（1964年） - 役人
- 博徒シリーズ
  - 博徒（1964年） - 新三
  - 博徒対テキ屋（1964年） - 野田益男
- 間諜（1964年） - 三田村軍十郎
- 徳川家康（1965年） - 白須
- 日本侠客伝シリーズ
  - 日本侠客伝 浪花篇（1965年） - 松田
  - 日本侠客伝 絶縁状（1968年） - 竹下
  - 日本侠客伝 刃（1971年） - 八貫徳
- いれずみ判官（1965年） - 辰五郎
- 忍法忠臣蔵（1965年） - 折壁弁之助
- 股旅 三人やくざ（1965年） - 徳丸一家の乾分
- 主水之介三番勝負（1965年） - 伊藤
- 関東やくざ者（1965年） - 唐島力蔵
- 任侠木曽鴉（1965年） - 内藤甚九郎
- 新蛇姫様 お島千太郎（1965年） - 佐伯一郎右衛門
- 天保遊侠伝 代官所破り（1965年） - 成田の甚蔵
- やくざGメン 明治暗黒街（1965年） - 風間哲夫
- 花と龍（1965年） - 松本重雄
- 関東果し状（1965年） - 村島信一
- 十七人の忍者 大血戦（1966年） - 望月左近
- 沓掛時次郎 遊侠一匹（1966年） - 磯目の鎌吉
- 男の勝負（1966年） - 弥三郎
- まぼろし黒頭巾 闇に飛ぶ影（1966年） - 雲丸晋平
- 冒険大活劇 黄金の盗賊（1966年） - 動明太
- 兄弟仁義シリーズ
  - 兄弟仁義 関東三兄弟（1966年） - 増井角治
  - 兄弟仁義 続・関東三兄弟（1967年） - 赤岩寅七
- 懲役十八年（1967年） - 大沢
- 一心太助 江戸っ子祭り（1967年） - 豚松
- 牙狼之介 地獄斬り（1967年） - 次郎太
- 大奥(秘)物語（1967年） - 御広敷役人
- 侠客の掟（1967年） - 宮武清六
- 三人の博徒（1967年） - 松田春市
- 十一人の侍（1967年） - 久河勝左衛門
- 人間魚雷 あゝ回天特別攻撃隊（1968年） - 綿引少尉
- 博奕打ちシリーズ
  - 博奕打ち 殴り込み（1968年） - 木塚
  - 博奕打ち いのち札（1971年） - 石浜
  - 博奕打ち外伝（1972年） - 大室一家の鉄砲松
- 前科者（1968年） - 佐伯政
- 産業スパイ（1968年） - 木戸
- 極道シリーズ
  - 帰って来た極道（1968年） - ゼロヤン
  - 旅に出た極道（1969年） - 南海丸水夫長
  - 極道罷り通る（1972年） - 山田磯次
  - 釜ケ崎極道（1973年） - 青田
- 侠客列伝（1968年） - 寺崎角太郎
- いかさま博奕（1968年） - 佐野岩三
- 横紙破りの前科者（1968年） - 金次
- 博徒列伝（1968年） - 秀男
- 緋牡丹博徒シリーズ
  - 緋牡丹博徒 花札勝負（1969年） - 西之丸の代貸・久保寺正作
  - 緋牡丹博徒 二代目襲名（1969年） - 鬼辰
- 女親分 喧嘩渡世（1969年） - 相野田重男
- 関東テキヤ一家シリーズ
  - 関東テキヤ一家（1969年） - 湯浅英雄
  - 関東テキヤ一家 天王寺の決斗（1970年） - バッテン三次
- 渡世人列伝（1969年） - 禿鷹の徳
- 極悪坊主シリーズ（東映京都）
  - 極悪坊主 念仏三段斬り（1970年） - 八車伊之助
  - 極悪坊主 飲む打つ買う（1971年） - 杉山省治
- 博徒一家（1970年） - 池上俊三
- 舶来仁義 カポネの舎弟（1970年） - 松山
- シルクハットの大親分（1970年） - 辰平
- 女渡世人シリーズ
  - 女渡世人（1971年） - 黒尾
  - 女渡世人 おたの申します（1971年） - 秀常
- 日本やくざ伝 総長への道（1971年） - 流れ者
- 日本女侠伝シリーズ
  - 日本女侠伝 血斗乱れ花（1971年） - 文治
  - 日本女侠伝 激斗ひめゆり岬（1971年） - 竜口
- まむしの兄弟シリーズ
  - 懲役太郎 まむしの兄弟（1971年） - 山中巡査
  - まむしの兄弟 お礼参り（1971年） - 兵頭組組員・番匠次郎
  - まむしの兄弟 懲役十三回（1972年） - 吉原東竜会若頭・留造
  - まむしの兄弟 刑務所暮し四年半（1973年） - 刑事
  - まむしの兄弟 二人合わせて30犯（1974年） - 谷岡
  - まむしと青大将（1975年） - 木下保男
- 傷だらけの人生シリーズ
  - 傷だらけの人生（1971年） - 川見真平
  - 傷だらけの人生 古い奴でござんす（1972年） - 藤井又吉
- 任侠列伝 男（1971年） - 勝五郎
- 日本悪人伝 地獄の道づれ（1972年） - 岩下
- 望郷子守唄（1972年） - 松本
- ゾロ目の三兄弟（1972年） - 豊造
- 昭和おんな博徒（1972年） - 雲井
- 木枯し紋次郎（1972年） - 佐吉
- 着流し百人（1972年） - 刺客
- 不良姐御伝 猪の鹿お蝶（1973年） - 倉科
- ポルノの女王 にっぽんSEX旅行（1973年）
- 山口組三代目（1973年） - 隅谷末吉
- 現代任侠史（1973年） - 大西
- 仁義なき戦い 頂上作戦（1974年） - 打本組・三上達夫
- 女囚やくざ（1974年） - 刑事
- ジーンズブルース 明日なき無頼派（1974年） - 鍵谷
- 山口組外伝 九州進攻作戦（1974年） - 吉崎喜一
- 唐獅子警察（1974年） - 増沢利雄
- 極悪拳法（1974年） - 山村
- 女子大生失踪事件 熟れた匂い（1974年） - 山形守
- 三代目襲名（1974年） - 利田大蔵
- あゝ決戦航空隊（1974年） - 分隊長
- 実録飛車角 狼どもの仁義（1974年） - 尾形
- 逆襲! 殺人拳（1974年） - 長友隆生
- 脱獄広島殺人囚（1974年） - 成田勝
- 日本任侠道 激突篇（1975年） - 鬼面の十郎
- 県警対組織暴力（1975年） - 得田
- 暴動島根刑務所（1975年） - 小玉清吉
- 実録外伝 大阪電撃作戦（1976年） - 友田宇一郎
- 新仁義なき戦い 組長最後の日（1976年） - 名和肇
- 徳川女刑罰絵巻 牛裂きの刑（1976年） - 伝兵衛
- やくざの墓場 くちなしの花（1976年） - 江崎敏夫
- 日本の首領シリーズ
  - やくざ戦争 日本の首領（1977年） - 前川勇
  - 日本の首領 野望篇（1977年） - 坂下常蔵
  - 日本の首領 完結篇（1978年） - 川西組系坂口組組長・坂口富蔵
- 北陸代理戦争（1977年） - 河島平吾
- 恐竜・怪鳥の伝説（1977年） - 新宅清太郎
- 沖縄10年戦争（1978年） - 苗村
- 赤穂城断絶（1978年） - 岡野又右衛門
- その後の仁義なき戦い（1979年） - 前田
- 真田幸村の謀略（1979年） - 長宗我部盛親
- 日本の黒幕（1979年） - 刑事
- 影の軍団 服部半蔵（1980年） - 横川平左衛門
- 徳川一族の崩壊（1980年） - 真木和泉
- 忍者武芸帖 百地三太夫（1980年） - 卍輝之介
- 青春の門（1981年） - 坑夫
- 魔界転生（1981年、角川春樹事務所 / 東映） - 伊崎平内
- 制覇（1982年） - 石川組幹部・柳田
- 人生劇場（1983年） - 自警団の男
- 陽暉楼（1983年、俳優座映画放送 / 東映） - 土建屋風の客
- 序の舞（1984年） - 芝居小屋の親方
- 北の螢（1984年、俳優座映画放送 / 東映） - 鶴見良徳
- 修羅の群れ（1984年） - 京浜兄弟会会長
- 櫂（1985年）
- 二代目はクリスチャン（1985年、角川春樹事務所）
- 大奥十八景（1986年） - 幕閣
- 極道の妻たち シリーズ
  - 極道の妻たち（1986年） - 野田宗樹
  - 極道の妻たちII（1987年） - 大坪親分
  - 極道の妻たち 三代目姐（1989年）
  - 極道の妻たち 最後の戦い（1990年）
  - 新極道の妻たち 覚悟しいや（1993年）
  - 新極道の妻たち 惚れたら地獄（1994年）
- 吉原炎上（1987年）
- 将軍家光の乱心 激突（1989年）
- 社葬（1989年） - 三宅俊彦
- 226（1989年、フィーチャーフィルムエンタープライズ） - 第31代内閣総理大臣・岡田啓介
- 首領になった男(1991年)
- 民暴の帝王（1993年）
- 現代仁侠伝（1997年）
- プライド・運命の瞬間（1998年） - 国務院第6代総務長官・星野直樹

### テレビドラマ
- 忍びの者（1964 - 1965年、NET / 東映） - 北見四郎
- 柳生武芸帳 第16話「一殺一生」（1965年、NET / 東映）
- 新選組血風録 第1-3、6、11、14、15、18-24話（1965年、NET / 東映） - 新選組二番隊組長・永倉新八
- 近衛十四郎・素浪人シリーズ（NET / 東映）
  - 素浪人 月影兵庫
    - 第1シリーズ
      - 第6話「宿場は泣いていた」（1965年） - 盛蔵
      - 第16話「明日が待っていた」（1966年） - 塚原伝十郎

    - 第2シリーズ
      - 第23話「酒が嵐を呼んでいた」（1967年）
      - 第28話「磔柱が待っていた」（1967年） - 人斬り天狗
      - 第33話「鏡の中に俺がいた」（1967年）
      - 第51話「犬も喰わない仲だった」（1967年）
      - 第99話「空前絶後の恋だった」（1968年） - 浪人

  - 素浪人 花山大吉
    - 第6話「若様はおからが好きだった」（1969年） - 鳴海関十郎
    - 第15話「女よあなたは強かった」（1969年） - 鎖鎌の村井（横田一家の用心棒）
    - 第36話「フラれた方がましだった」（1969年） - 山賊・勘八
    - 第52話「殿さまスタコラ逃げていた」（1969年） - 横堀渡一郎
    - 第60話「災難ひろうバカもいた」（1970年） - 松島藤之助
    - 第76話「大金持ちほどケチだった」（1970年） - 雲助
    - 第98話「恋する女は強かった」（1970年） - 浪人・鬼沢一角

  - 素浪人 天下太平 第11話「鈴が鳴ります母恋い唄」（1973年） - 後藤
  - いただき勘兵衛 旅を行く
    - 第3話「花も実もない奴だとさ」（1973年）
    - 第12話「非道無残の果てだとさ」（1973年） - 沖山
    - 第18話「手折っちゃならない花だとさ」（1974年） - 浪人・吉峰
- われら九人の戦鬼（1966年、NET / 東映） - 雲切強右ヱ門（九人のひとり） ※レギュラー
- 仮面の忍者赤影 （KTV / 東映）
  - 第14、第17 - 21話（1967年） - 魚鱗流伯（卍党）
  - 第49話「人喰い植物ばびらん」（1968年） - 花粉道伯（魔風十三忍）
- 銭形平次（CX / 東映）
  - 第70話「女の城」（1967年） - 仙吉
  - 第96話「割れた鏡」（1968年） - 内藤十兵衛
  - 第126話「錦絵秘聞」（1968年） - 久七
  - 第127話「おかめの涙」（1968年） - 甲田弥五郎
  - 第191話「雪の降る町で」（1969年） - 松岡源三郎
  - 第206話「心中屍体始末」（1970年） - 伴造
  - 第232話「足を洗った女」（1970年） - 甚伍
  - 第297話「盗ッ人の涙」（1972年） - 久造
  - 第324話「おゆきの初恋」（1972年） - 丑松
  - 第369話「ただ一度の裏切り」（1973年） - 由造
  - 第383話「悪の細道」（1973年） - 菊次
  - 第414話「万七純情」（1974年） - 熊五郎
  - 第452話「晴れ姿女岡っ引」（1975年） - 盗賊の首領・紋次
  - 第471話「一人だけの約束」（1975年） - 浪人・坂上
  - 第484話「消えた流人船」（1975年） - 漁師・海坊主
  - 第522話「錆びていた十手」（1976年） - 船頭・源次
  - 第552話「包丁がらす」（1976年） - 岩松
  - 第574話「大泥棒平次」（1977年） - 源次郎
  - 第612話「娘十手が恋に泣く」（1978年） - 浪人
  - 第637話「地獄の影」（1978年） - 粂三
  - 第658話「俺は神様じゃない」（1979年） - 九郎次
  - 第665話「殉職・榊同心」（1979年） - 浪人
  - 第692話「母恋道中」（1979年） - 勘兵ヱ一家
  - 第726話「命を賭けた訴え」（1980年） - 栄五郎
  - 第740話「わたしは見ていた」（1980年） - 源
  - 第760話「約束された祝言」（1981年） - やくざ
  - 第783話「甦った十手」（1981年） - 貝塚鬼十郎
  - 第798話「御宿しもだや殺人事件」（1982年） - 用心棒
  - 第806話「殺意の手紙」（1982年） - 長崎屋
  - 第818話「五年目の恩讐」（1982年） - 松造
  - 第845話「男やもめに花が咲く」（1983年） - 仙右ヱ門の子分
  - 第858話「父の償い」（1983年） - 浪人
  - 第875話「大泥棒になった万七」（1983年） - 鬼辰一味
  - 第888話「ああ十手ひとすじ!! 八百八十八番大手柄 さらば我らの平次よ永遠に」（1984年） - 浪人※最終話
- 大奥（KTV / 東映）
  - 第7話「花散りぬ」（1968年5月18日） - 堀田正俊
  - 第39話「感応寺事件」（1968年） - 名越和右ヱ門
- 用心棒シリーズ（NET / 東映）
  - 帰って来た用心棒 第31話「路地裏の宿」（1969年）
  - 俺は用心棒 第2シリーズ 第14話「青葉の中の娘」（1969年）
- あゝ忠臣蔵（KTV / 東映）
  - 第4話「刃傷松の廊下」（1969年） - 梶川頼照
  - 第33話「内藏助危機一髪」（1969年） - 密偵・藤次郎
  - 第35話「雪の南部坂」（1969年） - 密偵・藤次郎
  - 第36話「討入り前夜」（1969年） - 密偵・藤次郎
- 旅がらすくれないお仙 第49話「何だ、大きいだけね」（1969年、NET / 東映）
- 水戸黄門（TBS / C.A.L）
  - 第1部 第7話「雨あがる・大井川」（1969年） - 浪人
  - 第2部 第18話「母子追分・追分」（1971年）
  - 第3部
    - 第1話「南から来た密使・水戸」（1971年） - 笠間陣十郎
    - 第20話「帰って来た男・土佐」（1972年）

  - 第4部 第29話「しのびの殿さま・郡山」（1973年） - 浪人
  - 第5部 第21話「幽霊船の怪・下関」（1974年） - 梶木の配下
  - 第6部
    - 第3話「よみがえった男・人吉」（1975年） - 藩士
    - 第15話「丁半花むしろ・倉敷」（1975年） - 中盆

  - 第7部
    - 第23話「地獄で聞いた佐渡おけさ・佐渡」（1976年） - 紅屋の手下
    - 第34話「日光街道日本晴れ・宇都宮・水戸」（1977年） - 役人

  - 第8部
    - 第18話「黄門さまの土蔵破り・堺」（1977年） - 明石伝九郎
    - 第24話「裏切り武士道・宇和島」（1977年） - 役人

  - 第9部
    - 第12話「二人いた弥七・新潟」（1978年） - 加治田孫次郎
    - 第13話「黄門様の泥棒ごっこ・長岡」（1978年） - 用心棒
    - 第26話「代官を救った文庫・佐野」（1979年） - 役人

  - 第10部 第1話「おあずけ喰った結婚式・水戸・江戸」（1979年） - 用心棒
  - 第12部
    - 第5話「名月木曽節仁義・木曽福島」（1981年） - 向山源八郎
    - 第7話「お志乃に惚れた提灯作り・岐阜」（1981年） - 九蔵の子分
    - 第27話「瞼の母娘にめぐる春・江戸・水戸」（1982年） - 浪人

  - 第13部
    - 第9話「危機一髪! 火薬小屋の対決・岡崎」（1982年） - 山崎大八
    - 第10話「尾張名古屋の妖怪退治・尾張」（1982年） - 警護の武士
    - 第11話「悪を縛った伊賀の組紐・伊賀上野」（1982年） - 役人

  - 第14部
    - 第3話「姫様そっくり千両役者・福島」（1983年） - 赤堀
    - 第23話「決意を秘めた孤独の剣・高田」（1984年） - 大垣
    - 第29話「悲願叶えた狸の仇討ち・信楽」（1984年） - 権籐
    - 第35話「陰謀暴いた鳴門の渦潮・淡路島」（1984年） - 目付役人

  - 第15部 第33話「わしは天下の占い師・小諸」（1985年） - 安木の配下
  - 第16部
    - 第8話「仇討ち焼蛤幽霊旅籠・桑名」（1986年） - 伝兵衛の子分
    - 第9話「闇を裂く忍びの死闘・吉野」（1986年） - 役人

  - 第18部 第8話「泥棒夫婦の大予言・追分」（1988年） - 代官所手代
  - 第19部 第22話「悪事隠す謎の切腹 -高田-」（1990年） - 神原
  - 第21部 第9話「密命帯びた忍び妻・杵築」（1992年） - 豊後屋の手下
  - 第22部
    - 第7話「悲願叶えた夢花火・岡崎」（1993年） - 荒駒の源五郎
    - 第24話「助けた娘はお姫様・姫路」（1993年） - 親分
    - 第30話「黄金の島の鬼退治・佐渡」（1993年） - 富三
    - 第36話「花のお江戸の大掃除 -江戸-」（1994年） - 大畠伝八郎

  - 第23部
    - 第6話「姥捨は鬼の仕業・小諸」（1994年） - 万田の藤五郎
    - 第25話「怨念!化け猫騒動・佐賀」（1995年） -  藤堂
    - 第35話「悪を狙う謎の虚無僧・彦根」（1995年） - 竜神の権八
    - 第40話「闇を切り裂く白頭巾・江戸」（1995年） - 人足頭

  - 水戸黄門外伝 かげろう忍法帖（TBS / C.A.L）
    - 第4話「怨霊!鎧武者」（1995年） - 呂勾邯
    - 第13話「悪党共よ夢を見ろ」（1995年） - 蓑島鬼十郎

  - 第24部
    - 第13話「無念晴らした仇討ち旅・高鍋」（1995年） - 谷山源四郎
    - 第21話「鬼と呼ばれて父の真実・鳥取」（1996年） - 吉田忠右衛門
    - 第29話「兄を憎んだ弟の涙・鶴岡」（1996年） - 林田
    - 第37話「陰謀砕いた江戸の空・江戸」（1996年） - 藤吉

  - 第25部
    - 第18話「命を賭けた唐津焼・唐津」（1997年） - 川中信之介
    - 第26話「瞼の父は風車・飯田」（1997年） - 三枝敬之進
    - 第29話「狙われた庄内小町・酒田」（1997年） - 櫛引の長兵衛

  - 第26部 第22話「網干の祭りの鬼退治・姫路」（1998年） - なにわの岩松
  - 第27部 第25話「娘飛脚はお姫様・松本」（1999年） - 親分
  - 第28部
    - 第11話「恋を叶えた岡崎燈籠・岡崎」（2000年） - 家老
    - 第28話「兄ちゃんを救え! 恐怖の人柱・三原」（2000年） - 人夫頭

  - 第29部 第13話「少年よ大志を抱け!・大聖寺」（2001年） - 大阪屋
  - 第30部 第10話「女さぎ師は子猫好き-酒田-」（2002年） - 問屋
- 緋剣流れ星お蘭 第1話「あたしが掟よ!」（1969年、NET / 東映）
- 天を斬る 第8話「旅先の女」（1969年、NET / 東映） - 熊田作兵ヱ
- 大坂城の女（KTV / 東映） - 福島正則
  - 第3話「二人だけの天守閣」（1970年）
  - 第26話「関ヶ原合戦秘話」（1970年）
  - 第27話「秀頼と千姫の結婚」（1970年）
- 燃えよ剣 第15話「わかれ雲」（1970年、NET / 東映） - 倒幕浪士集団の首領
- 遠山の金さんシリーズ（NET・ANB / 東映）
  - 遠山の金さん捕物帳 （NET / 東映）
    - 第10話「最後に笑った男」（1970年）
    - 第51話「白州で抱かれた女」（1971年） - 赤沢新八郎
    - 第152話「文三親分を狙った男」（1973年） - 大黒屋富五郎の子分

  - 遠山の金さん（NET / 東映）
    - 第1シリーズ
      - 第17話「裏入学をあばけ!!」（1976年）
      - 第25話「死神を封じ込め!!」（1976年） - 元大工棟梁・紋七
      - 第39話「松風聴いた母子草」（1976年）
      - 第50話「血染めの姉妹簪」（1976年）
      - 第59話「友情」（1976年） - 角造
      - 第84話「地獄のかっぽれ」（1977年）-遠州小野寺藩櫨方役所役人 大木三十郎
      - 第90話「夫婦ざくら」（1977年）- 石塚兵部家来 池崎

    - 第2シリーズ
      - 第9話「秩父数え唄ひとつとせ」（1979年） - 用心棒
      - 第14話「標的は桜吹雪」（1979年） - 留吉
      - 第18話「石川島怨み唄」（1979年） - 吉蔵
      - 第26話「幸せにまっしぐら」（1979年） - 清七

  - 遠山の金さん（ANB / 東映）
    - 第1シリーズ
      - 第7話「治した患者を殺す医者」（1982年）
      - 第45話「十年間寝られなかった男!」（1983年）

    - 第2シリーズ 第25話「嘘でもいいから愛していたい!」（1986年）

  - 名奉行 遠山の金さん（ANB / 東映）
    - 第1シリーズ
      - 第2話「女盗賊の三つの謎」（1988年） - 巳之助
      - 第9話「正当防衛の男?」（1988年） - 馬場甚内

    - 第2シリーズ
      - 第5話「財テクの罠、狙われた美人画」（1989年） - 秋野仁十郎
      - 第12話「裏切りの証拠!金さん指名手配」（1989年） - 寅吉

    - 第3シリーズ 第7話「謎の千両!二つの顔の真犯人」（1990年） - 鉄次
    - 第4シリーズ 第8話「素浪人 最後の勝負」（1992年） - 亀五郎
    - 第5シリーズ
      - 第2話「お婆ちゃんは見た」（1993年） - 権造
      - 第23話「笹舟の謎!歩いてきた幽霊」（1993年） - 水沢松之進
      - 第25話「罠にはまった盗賊夫婦」（1993年） - 飯田和之助

    - 第6シリーズ
      - 第4話「米騒動殺しの尼僧」（1994年） - 須藤
      - 第22話「還暦祝い毒殺事件」（1995年）

    - 第7シリーズ
      - 第6話「集団スリ美しい未亡人裏の顔」（1995年） - 伊之助
      - 第21話「消された刺青 仮面の裏の悪魔」（1996年） - 権八

  - 遠山の金さんVS女ねずみ 第19話「笑う真犯人 裏切られた金四郎」（1997年、ANB / 東映）
  - 金さんVS女ねずみ 第21話「子連れ鬼女面盗賊」（1999年、ANB / 東映） - ふくろうの耳蔵
- 徳川おんな絵巻（KTV / 東映）
  - 第10話「女と男の決斗」（1970年） - 篠原十郎太
  - 第20話「呪われた恋」（1971年） - 野尻佐仲
  - 第31話「嵐の中の女」（1971年） - 太田鬼斎
  - 第33話「戦場のなでしこ隊」（1971年） - 官軍の隊長
- 柳生十兵衛（CX / 東映）
  - 第12話「ふたり十兵衛」（1970年） - 水尾権三郎
  - 第26話「艶笑 女人の里」（1971年） - 猪十
- 忍法かげろう斬り（KTV / 東映）
  - 第5話「乳房のある大名」（1972年）
  - 第16話「生きていた怨霊」（1972年） - 口入屋
- お祭り銀次捕物帳（CX / 東映）
  - 第10話「人情牢破り」（1972年） - 仁造
  - 第16話「殺し屋が来た」（1972年） - 大松
- 眠狂四郎（KTV / 東映）
  - 第3話「刃は時雨に濡れた」（1972年）
  - 第25話「黒髪が殺しを呼んだ」（1972年）
- 長谷川伸シリーズ（NET / 東映）
  - 第4話「中山七里」（1972年）
  - 第27話「殴られた石松」（1973年） - 沓掛時次郎
- 大岡越前（TBS / C.A.L）
  - 第3部 第27話「死の匂いのする花」（1972年）
  - 第4部 第5話「艶ぼくろの女」（1974年）
  - 第5部 第18話「長屋住いの御奉行様」（1978年） - 伊太八
  - 第8部 第22話「江戸から消えた御奉行様」（1984年）
  - 第12部 第12話「将軍救った鉄拳仁術」（1992年） - 大室鬼十郎
  - 第14部
    - 第7話「復讐果たす怒りの十手」（1996年） - 石出帯刀
    - 第16話「兄が願った妹の幸せ」（1996年）

  - 第15部 第12話「罪を着た男」（1998年） - 口入れ屋
- 隼人が来る 第20話「落日の決斗」（1973年、CX / 東映）
- 新選組 第15話「油小路の闘いをこえて」（1973年、CX / 東映） - 山口
- 江戸を斬る（TBS / C.A.L）
  - 江戸を斬る 梓右近隠密帳
    - 第2話「将軍の密使」（1973年）
    - 第12話「浪人非情」（1973年） - 番頭義助

  - 江戸を斬る (西郷輝彦)
    - 江戸を斬るII 第7話「じゃじゃ馬姫の恋」（1975年）
    - 江戸を斬るIII 第26話「八百八町は日本晴れ」（1977年）
    - 江戸を斬るV 第20話「母恋しぐれ」（1980年） - 胴元
    - 江戸を斬るVI
      - 第22話「小鈴に誓った恋三味線」（1981年）
      - 第27話「脅迫された町奉行」（1981年） - 代貸し

  - 江戸を斬る (里見浩太朗)
    - 江戸を斬るVII
      - 第3話「島抜けの謎を追え」（1987年）
      - 第21話「殺しの陰で嗤う奴」（1987年）

    - 江戸を斬るVIII
      - 第3話「悪が群がる地獄島」（1994年） - 和泉の勘兵衛
      - 第9話「桜吹雪の大芝居」（1994年）
- ぶらり信兵衛 道場破り（CX / 東映）
  - 第8話「二十三人の裸侍」（1973年） - 赤井
  - 第18話「おぶん可愛や孫娘」（1974年） - 道場主
  - 第30話「あるとき払い」（1974年）
- 必殺シリーズ（ABC / 松竹）
  - 助け人走る 第28話「国替大精算」（1974年） - 弓坂の庄八
  - 暗闇仕留人
    - 第11話「惚れて候」（1974年） - 与力
    - 第18話「世のためにて候」（1974年） - 道玄

  - 必殺仕事人
    - 第8話「仕事人が可愛い女を殺せるか?」（1979年） - 良益（医者）
    - 第18話「武器なしであの花魁を殺れるのか?」（1979年） - 近江屋
    - 第31話「弓技標的はずし」（1979年） - 又三
    - 第57話「逆さ技大どんでん崩し」（1980年） - 蝮の権次

  - 新必殺仕舞人 第10話「喧嘩も楽しい河内音頭」（1982年） - 鍼医・玄敬
  - 必殺仕事人III
    - 第8話「窓際族に泣いたのは主水」（1982年） - 留五郎
    - 第33話「囮になったのはおりく」（1983年） - 曽根角之進

  - 必殺渡し人 第8話「祭り囃子で渡します」（1983年） - 巳吉
  - 必殺仕事人IV
    - 第16話「主水転職を夢みる」（1984年） - 松五郎
    - 第27話「主水未知と遭遇する」（1984年） - 岩見

  - 必殺仕事人V
  - 第6話「りつ、減量する」（1985年） - 浪人
  - 第16話「主水、入院する」（1985年） - 六蔵
  - 必殺仕事人V・激闘編
    - 第12話「頼み人は津軽のあやつり人形」（1986年） - 小松
    - 第20話「主水、健康診断にひっかかる」（1986年） - 仙十郎
    - 第27話「主水、トカゲのしっぽ切りに怒る」（1986年） - 安藤東馬

  - 必殺仕事人V・風雲竜虎編 第13話「剣豪の妻、悲願の御前試合」（1987年） - 山際仙太夫
  - 必殺仕事人V・旋風編 第13話「主水、化粧をする」（1987年） - 佐藤小十郎
  - お待たせ必殺ワイド 仕事人vs秘拳三日殺し軍団 主水、競馬で大穴を狙う!?（1988年） - 安藤帯刀
- 次郎長三国志 第6話（1974年、NET / 東映）
- おしどり右京捕物車 第25話「櫛」（1974年、ABC / 松竹） - 旅の武士
- 編笠十兵衛（CX / 東映）
  - 第1話「刃傷」（1974年）
  - 第24話「前夜」（1975年）
- 座頭市シリーズ（CX / 勝プロダクション）
  - 座頭市物語 第5話「情知らずが情に泣いた」（1974年）
  - 新・座頭市 第3シリーズ 第12話「虹のかけ橋」（1979年）
- 賞金稼ぎ 第13話「カスバの鬼」（1975年、NET / 東映） - 隼の源太
- 影同心（MBS / 東映）
  - 第8話「女のかたき殺し節」（1975年） - 吉沢
  - 第18話「濡れた女の殺し節」（1975年）
- 十手無用 九丁堀事件帖（NTV / 東映）
  - 第4話「私は見た」（1975年） - 目附役
  - 第15話「おさよ無残」（1976年） - 潮田
- 徳川三国志（NET / 東映）
  - 第7話「江戸城悲話」（1975年） - 戸田組頭
  - 第20話「忍びの掟は死の掟」（1976年）
- 痛快!河内山宗俊 第10話「鬼より怖い奴がいた」（1975年、CX / 勝プロダクション）
- 宮本武蔵 第19話「二刀流開眼」（1976年、KTV / 歌舞伎座） - 善鬼坊
- 夫婦旅日記 さらば浪人（CX / 勝プロダクション）
  - 第2話「春の城下町」（1976年）
  - 第12話「女武芸者の恋」（1976年）
- お耳役秘帳 （1976年、KTV / 歌舞伎座テレビ）
  - 第2話「噂」 - 地廻り
  - 第22話「一か八かの挑戦」 - 倉蔵
- 桃太郎侍（NTV / 東映）
  - 第22話「あに、おとうとめぐり会う日に」（1977年）
  - 第29話「ふるさとは遠かった」（1977年） - 滝沢
  - 第36話「海の男の燃える恋」（1977年） - 源蔵
  - 第52話「猿の代りに雉が来た!」（1977年） - 村井
  - 第64話「さよならだけが人生だ!」（1977年） - 血祭りのやす次
  - 第83話「命を賭けた恩返し」（1978年） - 沢井
  - 第92話「成田詣りで逢った女」（1978年） - 弥助
  - 第105話「北の岬の渡り鳥」（1978年） - 羽黒石の子分
  - 第114話「タヌ助かかった恋の罠」（1978年）
  - 第120話「和蘭ことばに父娘の涙」（1979年） - 片山
  - 第133話「千代田の濠に咲く友情」（1979年） - 相良
  - 第145話「鯛より旨い鰯の人情」（1979年） - 天野道場の門弟
  - 第165話「あいつと呑んだ涙酒」（1979年） - 黒木の配下
  - 第177話「花形太夫の座を奪え!」（1980年） - 弥助
  - 第198話「この子どこの子だあれの子」（1980年） - 南町奉行所同心
  - 第220話「追い出せ！長屋のお邪魔虫」（1981年） - 中間頭
  - 第229話「奇術か魔術か、恋女房」（1981年） - 伝蔵
  - 第244話「義賊の恋」（1981年）
  - 第250話「桃太郎一家の迷狂言」（1981年） - 鬼瓦の熊蔵
- 人形佐七捕物帳 （1977年、ANB / 東映） 
  - 第2話「罠で砕いた木十手」 - まむしの寅
  - 第13話「謎を運んだ難破船」 - 尾崎三蔵
  - 第33話「泥棒市が結ぶ恋」　- 藤七
- 新・木枯し紋次郎（TBS / C.A.L）
  - 第11話「笛の流れは三度まで」（1977年） - 赤岩の源太郎
  - 第15話「人斬りに紋日は暮れた」（1978年）
- 暴れん坊将軍シリーズ（ANB / 東映）
  - 吉宗評判記 暴れん坊将軍
    - 第4話「遙かなる遠き日の母」（1978年） - 笠根兵衛
    - 第13話「嵐を呼んだ江戸土産」（1978年） - 与力
    - 第22話「天下を支える友情」（1978年） - 般若の安五郎
    - 第34話「嵐の中に舞う女」（1978年） - 早瀬孫九郎
    - 第43話「お庭番非情!」（1978年） - 中丸
    - 第56話「春の淡雪に消えた男」（1979年） - 都築玄蕃
    - 第61話「春の嵐に散った恋」（1979年） - 植村玄蕃
    - 第80話「暴走!旗本八万騎」（1979年） - 仁科内膳正
    - 第91話「対決!嵐の甲府城」（1979年） - 黒沼要蔵
    - 第93話「呆れかえった武門の意地」（1979年） - 侍
    - 第114話「正体見たぞ!隼小僧」（1980年） - 地廻り
    - 第123話「女親分!め組のおさい」（1980年） - 政五郎
    - 第146話「ああ!成敗涙あり」（1981年） - 階堂
    - 第155話「将軍の花嫁なんていや!」（1981年） - 鹿沢蔵人
    - 第170話「決斗!甲州笛吹川」（1981年） - 階堂弥八
    - 第194話「名もなく貧しき母子草」（1982年） - 渡部大八
    - 第205話「春ふたたび!夫婦簪」（1982年） - 安田

  - 暴れん坊将軍II
    - 第12話「めおと千両大漁節」（1983年） - 黒尾軍兵衛
    - 第24話「おふう恋燈籠」（1983年） - 宍戸乙平
    - 第36話「危機一髪!皆殺し砦!」（1983年） - 野盗
    - 第48話「初午に燃えた江戸っ子神輿」（1984年） - 彦松
    - 第64話「天誅!窓ぎわの反乱!」（1984年） - 尾張屋
    - 第75話「そっくり新さん 恋の仇討ち!」（1984年） - 柿沢
    - 第93話「天下を占う大姐御!」（1985年） - 園部
    - 第103話「質に入った(め)組の喧嘩!」（1985年） - 伝次
    - 第123話「秘めた誓いの夢千両!」（1985年） - 用心棒・板倉甚内
    - 第135話「散らすな、忠義の首一つ!」（1985年） - 秋山
    - 第146話「ちゃんを返して、将軍様!」（1986年） - 大旦那
    - 第156話「吉宗婚約 五郎左は家出!?」（1986年） - 原口重兵衛
    - 第165話「新さんに再び悪女の深情け!」（1986年） - 柳川甚内
    - 第176話「決戦前夜の仮祝言!」（1986年） - 岩田

  - 暴れん坊将軍III
    - 第19話「知らぬが仏の紙風船」（1988年） - 岡っ引き
    - 第29話「狙われた玉の輿!」（1988年） - 大七
    - 第56話「草笛に秘めた過去」（1989年） - 河合宇平太
    - 第59話「みちのく血判状!魔性の谷の決戦!!」（1989年） ※スペシャル
    - 第65話「ご用心!新さんに愛人疑惑!?」（1989年） - 源助
    - 第78話「危うし!妖刀に正義ありや」（1989年） - 津田弥九郎
    - 第88話「いなせ新さん大奥を斬る!」（1989年） - 親分
    - 第99話「女ふたり 許されぬ夢!」（1990年） - 郷右衛門
    - 第104話「花咲ける忠臣一代!」（1990年） - 当番目付・青木源九郎

  - 暴れん坊将軍IV
    - 第1話「ご生母、謎の失踪! 吉原、江戸城決戦 春一番!!」（1991年） ※スペシャル
    - 第11話「大岡越前、なみだの鉄拳!」（1991年） - 矢田部左近
    - 第19話「夢を撃った六連発!」（1991年） - 闇の軍兵衛
    - 第33話「頑張れ!登城拒否侍」（1991年） - 片岡頼母
    - 第41話「土くれ愛妻武士道」（1992年） - 島村源太夫
    - 第58話「吉宗変化!お狩場の鬼退治」（1992年） - 伊沢

  - 暴れん坊将軍V
    - 第1話「大雪原の血煙り、吉宗を愛した復讐鬼!」（1993年） ※スペシャル
    - 第12話「二人妻の用心棒」（1993年） - 増蔵
    - 第23話「おんな盗賊の恋・吉宗にしかけられた天下の大陰謀」（1993年） ※スペシャル
    - 第34話「潜入！いれずみ湯の風来坊」（1994年）

  - 暴れん坊将軍VI
    - 第7話「虹をつかんだ女」（1994年） - 岡崎久太夫
    - 第16話「俺は天下の偽将軍」（1995年） - 赤井
    - 第31話「愛と復讐の遠眼鏡」（1995年） - 大家徳兵衛
    - 第46話「美女を泣かせる鬼十手」（1995年） - 筆頭与力
    - 第50話「天下を正す無頼漢」（1996年） - 河内屋太兵衛

  - 暴れん坊将軍VII
    - 第1話「江戸っ子神輿が吉宗を呼ぶ!」（1996年） - 大島頼母
    - 第6話「てんやわんやの親孝行」（1996年） - 山科軍蔵

  - 暴れん坊将軍VIII
    - 第15話「買われたお姫様の秘密」（1998年） - 秋田屋

  - 暴れん坊将軍IX
    - 第33話「辻斬り必殺剣の秘密!?幻の御前試合」（1999年）

  - 暴れん坊将軍XI
    - 第14話「鬼と呼ばれたい女!」（2001年） - 弁天屋義三郎
- 宇宙からのメッセージ・銀河大戦（1978年、ANB / 東映）
- 柳生一族の陰謀（KTV / 東映）
  - 第2話「美女のいけにえ」（1978年）
  - 第19話「髪の罠」（1979年）
  - 第22話「地獄を見た女」（1979年）
  - 第35話「亡霊は深夜にすすり泣く」（1979年） - 田坂喜三郎
- 疾風同心（12ch / C.A.L）
  - 第5話「蘇えった父娘の絆」（1978年） - 平吉
  - 第14話「十年目のつぐない」（1978年） - 戸倉仙十郎
- 赤穂浪士（ANB / 東映）
  - 第2話「刃傷松の大廊下」（1979年） - 梶川与惣兵衛
  - 第11話「内蔵助暗殺」（1979年） - 外村源左衛門
- 長七郎天下ご免!（ANB / 東映）
  - 第16話「風が運んだお姫さま」（1980年）
  - 第37話「真珠の涙に燃えた剣」（1980年）
- 徳川の女たち 第1部「華麗 春日局」第1話（CX / 東映、1980年） - 野中三五郎
- 影の軍団シリーズ（KTV / 東映）
  - 服部半蔵 影の軍団
    - 第3話「悪魔が呼んだ奥州路」（1980年）
    - 第21話「潜伏!蛇の穴」（1980年） - 影丸

  - 影の軍団II
    - 第6話「魔界に消えた女」（1981年）
    - 第16話「牝蜂は二度刺す!」（1982年） - 不破伝七郎

  - 影の軍団III
    - 第2話「闇からの依頼人」（1982年）
    - 第17話「満月の夜に鬼女が笑う」（1982年）

  - 影の軍団IV
    - 第9話「拾った女に手を出すな」（1985年） - 黒木勘四郎
    - 第27話「大老暗殺!桜田門の女たち」（1985年）
- 雪姫隠密道中記 第3話「狸の又平 槍の仇討ち -唐津-」（1980年、MBS / S.H.P）
- 悪党狩り（12CH / 松竹・藤映像コーポレーション）
  - 第7話「仁義に生きた犬」（1980年） - 菅沼
  - 第13話「腕くらべ盗賊合戦」（1981年） - 政吉
  - 第22話「閻魔を斬った男」（1981年） - 閻魔の吉兵衛
- 柳生あばれ旅 第13話「殴り込み!女風呂 -白須賀-」（1981年、ANB / 東映）
- 時代劇スペシャル（CX）
  - 沓掛時次郎（1981年）
  - 大奥悪霊の館（1981年）
  - 清水次郎長 風雪流れ旅（1982年）
  - 新・御金蔵破り（1982年）
  - 紫頭巾 京洛の大粛清（1982年）
  - 清水次郎長 男の涙 石松の最后（1982年）
  - 清水次郎長 筑波おろし 義侠の仇討（1983年） - 田舎侍
  - 旗本退屈男 尾張藩幕府への謀叛の秘密（1983年）
  - お毒味役主丞 乾いて候 将軍暗殺事件（1983年）
  - 暗殺指令（1984年） - 黒川
- 源九郎旅日記 葵の暴れん坊（ANB / 東映）
  - 第4話「花の湯の宿 隠れ里」（1982年）
  - 第13話「葵咲かせた白頭巾」（1982年） - 大五郎
  - 第23話「葵は薩摩の怨敵でごわす!」（1982年）
  - 第29話「哀れ! 小判の雨に死す」（1982年） - 藩士
  - 第39話「陸奥みやげ三春駒」（1983年） - 天堂玄蕃
- 松平右近事件帳（NTV / ユニオン映画）
  - 第20話「宝船、地獄行き」（1982年）
  - 第30話「八年目の復讐」（1982年）
  - 第38話「罠にはまった瓦版」（1982年）
- 新・松平右近 第4話「腰ぬけ武士道」（1983年）
- 長七郎江戸日記（NTV / ユニオン映画）
  - 第1シリーズ
    - 第6話「風流敵討ち狂言」（1983年） - 荒井
    - 第10話「風流手まり唄」（1983年） - 荒牧
    - 第25話「活鯛献上始末記」（1984年） - 藤川十郎太
    - 第53話「お礼参り」（1985年） - 才次
    - 第56話「顔のない男」（1985年） - 鈴木
    - 第73話「老盗の心意気」（1985年） - 霞の藤造
    - 第92話「夫婦せんべい」（1986年） - 勝五郎
    - 第107話「頑張れ！おとう」（1986年） - 軍鶏の虎造

  - 第2シリーズ
    - 第9話「人斬り数え唄」（1988年）
    - 第31話「ゆき暮れて母悲し」（1988年） - 伊勢屋十兵衛
    - 第40話「ふたり長七郎 京の舞い」（1988年） - 桜井十蔵 ※スペシャル

  - 第3シリーズ
    - 第4話「ひとつぶの銀」（1990年） - 岩木
    - 第20話「恋しぐれ 女スリ」（1991年） - 土蜘蛛の弥十
    - 第30話「現われた初恋の人」（1991年） - 勝蔵
    - 第36話「思いやり、回り道」（1991年） - 佐伯
- 弐十手物語 第6話「売れ残り」（1984年、CX / 東映）
- 乾いて候（1984年、CX / 東映）
- 12時間超ワイドドラマ（TX / 東映）
  - 風雲江戸城 怒涛の将軍徳川家光（1987年） - 土井利勝
  - 花の生涯 井伊大老と桜田門（1988年） - 酒井忠義
  - 宮本武蔵（1990年） - 土井
  - 織田信長（1994年） - 朝倉義景
  - 家康が最も恐れた男 真田幸村（1998年）
- 傑作時代劇（ANB / 東映）
  - 半七捕物帳 十手無用の仮面舞踏会（1987年）
  - 雲霧仁左衛門 江戸編 顔のない盗賊（1987年）
- 若大将天下ご免!（ANB / 東映）
  - 第5話「父のない子に赤い靴！」（1987年）
  - 第36話「色ぼけ欲ぼけ地獄みち」（1987年）
- 三匹が斬る!（ANB / 東映）
  - 三匹が斬る!
    - 第9話「十手旅 義賊が吹いたシャボン玉」（1987年） - 熊殺しの権八
    - 第17話「人妻の涙 甘いかしょっぱいか」（1988年） - 朝倉の側近

  - 続・三匹が斬る! 第13話「母恋のお世継ぎ様と修羅の旅」（1989年） - 親分
  - 続続・三匹が斬る! 第6話「母しぐれ、金が仇の地獄旅」（1990年） - 十左衛門
  - また又・三匹が斬る!
    - 第1話「姫君の御毒見役、三匹参上!」（1991年） - 徳右衛門
    - 第8話「寅の刻、お相手申す秘伝胡蝶流」（1991年） - 天堂十兵衛
    - 第21話「さらば三匹、今宵お命頂戴す!!」（1991年） - 鳥居甲斐守

  - 新・三匹が斬る!
    - 第6話「幸運の汗かき阿弥陀が血を流す」（1992年） - 胴元
    - 第20話「越後路は、水燃え人燃え怨み節」（1993年） - 多田忠兵衛

  - ニュー・三匹が斬る! 第2話「女駆け込み寺にゃ魔物が棲んでいる!」（1994年）
  - 三匹が斬る!（リニューアル版）第3話「対決!三匹VS女三匹!!旅一座!美人姉妹の裏家業!?」（2002年）
- TBS大型時代劇スペシャル（TBS / 東映）
  - 徳川家康（1988年）
  - 織田信長（1989年） - 朝比奈泰能
  - 武田信玄（1991年）
  - 平清盛（1992年）
- 風雲!真田幸村 第1話「家康お命頂戴!悪を斬る必殺六文銭!」（1989年、TX / 東映）
- 鬼平犯科帳（CX / 松竹）
  - 第1シリーズ 第2話「本所・桜屋敷」（1989年）
  - 第1シリーズ 第24話「引き込み女」（1990年） - 長右衛門
- 田村正和・刀化粧　草笛の剣（1989年、木下プロダクション / TBS）
- 子連れ狼 冥府魔道の刺客人・母恋し大五郎絶唱!（1989年、ANB / 東映）
- 年末時代劇スペシャル（NTV / ユニオン映画）
  - 奇兵隊 第2部「四境ことごとく敵 -回天の章-」（1989年）
  - 勝海舟（1990年）
  - 風林火山（1992年）
- 里見浩太朗時代劇スペシャル / 樅ノ木は残った（1990年、NTV / ユニオン映画）
- 八百八町夢日記（NTV / ユニオン映画）
  - 第1シリーズ 第13話「夫婦舟浮き沈み」（1990年）
  - 第2シリーズ
    - 第14話「ツいてない男」（1992年） - 横田
    - 第18話「暗闘」（1992年） - 室田市之進
- ご存知!旗本退屈男IV「紀州徳川家滅亡か?!謎の女狐と仮面の男 大暗殺隊主水に迫る」（1990年、ANB / 東映）
- あばれ八州御用旅（TX / ユニオン映画）
  - 第1シリーズ 第2話「非情・黒田槍」（1990年）
  - 第2シリーズ
    - 第2話「みちのく母娘二人旅」（1991年）
    - 第11話「三吉馬子唄 なみだ唄」（1991年） - 黒木

  - 第3シリーズ
    - 第3話「縁切り寺異聞 尼寺の罠」（1992年） - 清六
    - 第12話「清水次郎長を叩っ斬れ!」（1992年）　※スペシャル

  - 第4シリーズ 第3話「悲恋の行方!欺かれた八州廻り」（1994年） - 文吉
- お江戸捕物日記 照姫七変化 第10話「謎の盗賊大集合!」（1990年、CX / 東映）
- 将軍家光忍び旅（ANB / 東映）
  - 第1シリーズ
    - 第3話「日蔭に咲くか夫婦武士道」（1990年） - 奥野
    - 第16話「くの一が惚れた男」（1991年） - 夢幻

  - 第2シリーズ
    - 第1話「暗雲ただよう中山道! 家光を狙う妖しい美女と謎の黒幕!」（1992年） - 金造
    - 第21話「愛しき姫よ、静かに眠れ」（1992年） - 間藤
- 素浪人無頼旅II（1992年、ANB / 東映）
- 桃太郎侍 （テレビ朝日版）（ANB / 東映）
  - 第1話「狙われた将軍の首・帰って来た桃太郎」（1992年）
  - 第3話「桃太郎侍III　将軍と御落胤　八百万石に命を賭けた夫婦旅」（1994年） - 山崎兵庫
- 四匹の用心棒 (4) かかし半兵衛ひとり旅（1992年、ANB / 東映） - 田之倉陣内
- 月曜ドラマスペシャル (TBS)
  - 京都葵祭り失跡事件 老舗の若旦那をめぐる怪事件にはみ出し刑事草野岩平が挑む!!（1992年、松竹）
  - 一色京太郎事件ノート6「京都火祭り鬼面殺人事件」（1997年, オフィス・ヘンミ） - 園部玄治
- 闇を斬る!大江戸犯科帳 第1話「闇奉行誕生!」（1993年、NTV / ユニオン映画） - 賭場元締
- 殿さま風来坊隠れ旅（ANB / 東映）
  - 第3話「仇討ち大好き!殿ご乱心」（1994年）
  - 第11話「渡る世間は泥棒ばかり」（1994年）
- 銭形平次（CX / 東映）
  - 第4シリーズ
    - 第7話「鏡の向こう側」（1994年）
    - 第16話「消えた兇器」（1994年） - 駕籠屋の元締

  - 第5シリーズ
    - 第1話「消えた弁財天」（1995年）　※スペシャル
    - 第10話「過去からの告発」（1995年）
- はぐれ医者・お命預かります! 第9話「人体解剖!殿様になりたくなかった男」（1995年、ANB / 東映） - 柿沢四郎五郎
- お助け信兵衛 人情子守唄（1995年、NTV / ユニオン映画） - 折笠道場師範代
- あばれ医者嵐山 第6話「神かくし」（1995年、TX / ユニオン映画） - 青木六蔵（浪人）
- 将軍の隠密!影十八 第5話「無実の証明 罠に落ちた愛」（1996年、ANB / 東映） - 船手頭・大林兵庫守
- 江戸の用心棒II 第13話「駈け落ち無情」（1996年、NTV / ユニオン映画） - 内藤主馬
- 八丁堀捕物ばなし 第2シリーズ 第16話「女賊・後編」（1996年、CX / 映像京都）
- 快刀!夢一座七変化 第11話「取り戻せ!汗と涙の二千両!!」（1997年、ANB / 東映）
- 司馬遼太郎の功名が辻 第6話（1997年、ANB / 東映）
- 御家人斬九郎（CX / 映像京都）
  - 第3シリーズ 第1話「男二人」（1997年）
  - 第4シリーズ 第5話「罠には罠を」（1999年）
- 怒れ!求馬シリーズ（TBS / C.A.L）
  - 南町奉行事件帖 怒れ!求馬 第1シリーズ 第4話「密命帯びた男の剣」（1997年） - 稲妻権太夫
  - 大江戸を駈ける!
    - 第6話「狙われた休日・浅草」（2001年） - 不動の政五郎
    - 第13話「はめられた名奉行・御成門」（2001年） - 金貸し・長五郎
- 隠密奉行朝比奈 第1シリーズ 第1話「桜島に消えた割符」（1998年、CX / 東映）
- 舞妓さんは名探偵! 第4話「京名菓殺人事件!!」（1999年、ANB / 東映）
- 痛快!三匹のご隠居 第5話「娘を棄てた母　越すに越されぬ大井川」（1999年、ANB / 東映） - 巳之吉
- 天罰屋くれない 闇の始末帖 第7話「江戸vs上方 刺客の激闘!!親子鈴に託した愛」（2003年、ANB / 東映） - 山城屋
- 最後の忠臣蔵 第6話「花嫁の父」（2004年、NHK）

### CM
- どん兵衛「世直しどん兵衛」編（1990年代、日清食品） ※共演：北大路欣也